# 아네가코지 사다코
아네가코지 사다코(일본어: 姉小路 定子 あねがこうじ さだこ[*], 교호 2년 7월 18일 (1717년 8월 24일) - 간세이 원년 9월 22일 (1789년 11월 9일))는 에도 시대 중기의 여성이다. 사쿠라마치 천황의 텐지로, 모모조노 천황의 생모이다. 아버지는 참의 정4위상 아네가코지 사네타케이다. 뇨보 이름은 곤텐지, 사이쇼텐지, 오오텐지, 또는 산이노츠보네라고도 불렸다. 여인호는 카이묘몬인(開明門院)으로, 법명은 철당(哲堂)이다.

## 생애
교호 13년 (1728년) 3월 경에 동궁 죠로로써 출사했다. 엔쿄 4년 (1747년) 5월 1일에 종3위에 올랐다. 모모조노 천황의 급사 후, 천황이 세이키몬인 (니조 이에코)를 친모로 삼고 있었기 때문에 처우에 문제가 발생하여, 드문 예이긴 하지만, 준삼궁을 거치지 않고, 호레키 13년 (1763년) 2월 1일에 원호 선하를 받는다. 덴메이 2년 (1782년) 2월에 락쇼쿠해, 간세이 원년 (1789년) 9월 22일, 72세의 나이로 사망했다. 묘소는 교토시 카미쿄구 쇼죠켄인 (보탑소는 탑두의 쇼린인)이다.